# Robert Lindsay
Robert Alexander Lindsay (Londres, 18 de abril de 1890 – Londres, 21 de outubro de 1958) foi um velocista e campeão olímpico britânico. Integrou o revezamento 4x400 m da Grã-Bretanha, formado por ele, Cecil Griffiths, John Ainsworth-Davis e Guy Butler, que conquistou a medalha de ouro em Antuérpia 1920.